# Municipio Siltepec
Koordinaten: 15° 33′ N, 92° 20′ W
Siltepec ist Municipio im Süden des mexikanischen Bundesstaats Chiapas. Das Municipio liegt in der Sierra Madre de Chiapas. Der Name dieses Ortes kommt aus dem Nahuatl und bedeutet „vom Berg der kleinen Schnecken“.
Der Municipio hat etwa 38.000 Einwohner und eine Fläche von 879,1 km². Verwaltungssitz und größter Ort des Municipios ist das gleichnamige Siltepec.
Im Municipio liegen Teile der Naturschutzgebiete Reserva de la Biosfera „El Triunfo“ und Zona Sujeta a Conservación Ecológica „Pico el Loro El Paxtal“.
Das Municipio Siltepec grenzt an die Municipios Ángel Albino Corzo, Chicomuselo, Bella Vista, La Grandeza, El Porvenir, Motozintla, Escuintla, Acacoyagua  und Mapastepec.